# Kilmuckridge
Kilmuckridge (vormals Ford, irisch Cill Mhucraise) ist eine Ortschaft im County Wexford im Südosten der Republik Irland. 2022 zählte die Ortschaft 792 Einwohner.

## Lage
Kilmuckridge liegt etwa 27 Kilometer nordnordöstlich von Wexford nahe der Ostküste Irlands. Durch die Ortschaft führt die R742 von Castlebridge und Blackwater kommend nach Courtown und Gorey. Östlich von Kilmuckridge liegt der Morriscastle Airstrip. Bei Morriscastle befindet sich ein großer Campingplatz. Der Strand von Morriscastle ist ein beliebter Bade- und Freizeitstrand.

## Geschichte
Auf dem früheren Areal, auf dem das Kloster unter dem alten Namen Cill Mucrois errichtet wurde, sind lediglich die Marigold Stones und die auf dem Klostergelände errichtete anglikanische Kirche erhalten.
Die Reste von Morriscastle wurden 1936 abgebrochen. Das älteste noch erhaltene Gebäude ist Wells House aus der Zeit um 1600. Das heutige Gebäude Wells House ist aber im Wesentlichen in den 1830er Jahren entstanden.